# تمديد عضلة ثلاثية الرؤوس
تمديد العضلة ثلاثية الرؤوس تمرين أثناء الاستلقاء، والمعروف أيضًا باسم سحق الجمجمة والتمديد الفرنسي أو الضغط الفرنسي، هو تمرين قوة يستخدم في العديد من أشكال تدريب القوة المختلفة. إنه أحد أكثر التمارين تحفيزًا لمجموعة عضلات ثلاثية الرؤوس بأكملها في الجزء العلوي من الذراع، ويعمل على تقوية العضلة ثلاثية الرؤوس من الكوع وحتى العضلة الظهرية العريضة. بسبب الاستخدام الكامل لمجموعة عضلات ثلاثية الرؤوس، يستخدم العديد من الأشخاص تمارين تمديد العضلة ثلاثية الرؤوس أثناء الاستلقاء كجزء من نظام التدريب الخاص بهم.
تمارين تمديد العضلة ثلاثية الرؤوس هي تمارين عزل، مما يعني أنها تعتمد على مفصل واحد فقط. يمكن أن تكون هذه التمارين مفيدة أيضًا في تصحيح اختلال التوازن في العضلة ثلاثية الرؤوس أو في إعادة التأهيل بعد الإصابة. في رياضة كمال الأجسام، يتم استخدام هذه التمارين لاستهداف العضلة ثلاثية الرؤوس لتعزيز نموها.
أظهرت دراسة أجراها المجلس الأمريكي للتمارين الرياضية أن تمارين التمديد فعالة بنسبة تتراوح بين 70% إلى 90% مقارنة بتمارين الضغط المثلثية للعضلة ثلاثية الرؤوس. ومع ذلك، فإن تمارين التمديد لا تضع أي ضغط على المعصمين، مما يجعلها خيارًا مناسبًا للأشخاص الذين يعانون من إجهاد أو إصابة في المعصم. وعلى الرغم من الاسم، فإن تمرين "سحق الجمجمة" يُعتبر وسيلة آمنة وسهلة لتقوية العضلة ثلاثية الرؤوس بشكل فعّال.

## التعليمات
1. استلقي على مقعد مسطح مع وضع قدميك على الأرض والرأس معلقًا مباشرة من أعلى المقعد، بحيث تستقر حافة المقعد في الحفرة بين الرقبة والرأس.
2. خذ قضيب الحديد بقبضة علوية (راحة اليدين بعيدًا عن الجسم) واحمله فوق الرأس بحيث تدعم الذراعان الوزن. لا تضعي ذراعيك بشكل مستقيم على وجهك عند الساعة 12، بل بزاوية أقرب إلى الساعة 10، مع وضع قدميك عند الساعة 3. يجب أن يكون كل الوزن على العضلة ثلاثية الرؤوس.
3. الآن قم بثني الذراعين عند الكوع، وأنزل الشريط إلى الأسفل بالقرب من الجزء العلوي من الجبهة.
4. حافظ على مرفقيك في نفس الوضع، ولا تدعهما يتأرجحان للخارج.
5. اضغط للرجوع إلى موضع البداية الساعة 10.

حاول تجنب تحريك مرفقيك كثيرًا، وحاول أن تبقيهما بنفس العرض أثناء الحركة بأكملها.

## الاختلافات

#### الامتداد العمودي الفرنسي
في هذا التمرين، يتم تنفيذه أثناء الوقوف (أو الجلوس على جهاز ذو ظهر منخفض - مما يسمح للكتفين بالحركة الكاملة). يتم رفع الوزن بنفس الطريقة المعتادة، لكن بدلاً من أن يكون الوزن فوق الوجه، يتم حمله فوق الرأس.
كما هو الحال مع جميع تمارين رفع الأثقال، من الضروري الحفاظ على السيطرة على الوزن بشكل سلس سواء في طريق النزول أو الصعود. يمكن أداء هذا التمرين بوضعيات مختلفة: الوقوف، الجلوس، أو الاستلقاء على الظهر. وكما هو الحال مع معظم تمارين الأثقال، يُنصح بالبدء بوزن خفيف ثم زيادته تدريجيًا مع تعزيز قوة العضلات.

#### تمرين تمديد العضلة ثلاثية الرؤوس أثناء الاستلقاء على قضيب EZ المائل
في هذا التنوع، يتم تنفيذ التمرين أثناء الاستلقاء على مقعد مائل مع قضيب EZ والذي يقال أنه يضرب مجموعة العضلات بزاوية مختلفة ويضغط بطريقة جديدة. إن مجرد التفكير في وضع الجذع بالنسبة للذراعين المرتفعتين سوف يفسر هذا. إن الجلوس على مقعد مسطح ورفع الذراعين إلى أعلى بشكل مستقيم كما هو الحال في الجزء العلوي من تمرين ضغط المقعد هو نقطة مرجعية. عند إمالة الجذع من هذا الوضع، فإن الذراعين سوف تشكل زاوية منفرجة مع الجزء السفلي من الجسم. هذا التمدد هو ما يضرب الرأس الطويل للعضلة ثلاثية الرؤوس بقوة، حيث يجب توجيه الذراع إلى أقصى حد ممكن تجاه ظهرك بشكل مريح للحصول على أفضل تمدد للرأس الطويل.

#### تمرين الضغط لتمديد العضلة ثلاثية الرؤوس
يمكن أداء تمرين الضغط مع تمديد العضلة ثلاثية الرؤوس باعتباره تمرينًا لوزن الجسم فقط، وبالتالي فهو بديل مثالي عندما لا تكون معدات رفع الأثقال متاحة. لأداء تمرين الضغط مع تمديد العضلة ثلاثية الرؤوس، يبدأ الشخص على الأرض في وضع اللوح مع دعم جسمه بواسطة قدميه وساعديه. مع الحفاظ على الشكل الصارم، يتم تمديد العضلة ثلاثية الرؤوس حتى يصبح الشخص في وضع الضغط القياسي. يتم بعد ذلك إرخاء العضلة ثلاثية الرؤوس وإعادة الجسم إلى وضع اللوح حتى يمكن إجراء تكرار آخر.

#### رأي آخر
هناك اختلاف آخر يتم إجراؤه باستخدام الدمبل، حيث يتم الاستلقاء على الأرض، ويلامس الدمبل الجبهة ثم تمديد الذراع بالكامل.